# Julius Polentz
Julius Polentz (* 6. Mai 1821 in Schwerin; † 19. März 1869 ebenda; vollständiger Name: Julius Karl Theodor Polentz) war ein deutscher Lehrer, Dichter und Redakteur.

## Leben
Julius Polentz Vater war ein Sohn des Handwerkers (Posamentierer) Johann Christian Polentz. Nach dem frühen Tod des Vaters musste er das Gymnasium verlassen, um zum Einkommen der Familie beizutragen. Er arbeitete als Kopist. Seine Bildung erlangte er autodidaktisch. 1842 wurde Polentz Sekretär und Berechner auf dem Rittergut von Laffert in Lehsen bei Wittenburg, bevor er für zwei Jahre als Privatlehrer in Hamburg wirkte. Julius Polentz war Mitarbeiter des Volks-Konversationslexikons, welches von 1844 bis 1846 in 18 Bänden erschien. 1848 wurde er Präsident des Schweriner Reformvereins. Julius Polentz war 1848 bis 1849 Herausgeber und Redakteur der Zeitschrift Mecklenburgischer Bürgerfreund und einer der Gründer und Präsident des ersten Schweriner Arbeitervereins. 1849 war er Berichterstatter des Ausschusses zur Untersuchung der Lage der ländlichen Arbeiter auf dem Kongress norddeutscher Arbeitervereine in Hamburg. Im Oktober 1849 wurde Julius Polentz verhaftet und zu zwölf Jahren Haft verurteilt. Er saß bis 1854 im Zuchthaus Dreibergen und war anschließend wieder als Kopist, Privatlehrer und Hilfsarbeiter der Regierungsbibliothek in Schwerin tätig. 1858 gründete er eine Privatschule für Knaben.

## Veröffentlichungen
- 1842 Poetische Erstlinge
- 1848 Klänge der Zeit
- 1851 Lieder unserer Gefangenen